# Leyén Zuluetaová
Regla Leyén Zulueta, (* 3. listopadu 1979 Sancti Spíritus, Kuba) je bývalá reprezentantka Kuby v judu. V roce 2003 imigrovala do Spojených států.

## Sportovní kariéra
S judem začala v 9 letech v rodném městě. Od 14 let žila v Havaně, kde se připravovala v tréninkovém centru ESPA. Po olympijských hrách v Sydney v roce 2000 se stala reprezentační jedničkou na Kubě ve střední váze a měla namířeno k zisku olympijské medaile v roce 2004. V roce 2003 během návratu z mistrovství světa v Japonsku však utekla společně s Danieskou Carriónovou do Spojených států, kde požádala o azyl. Žila v Miami, po roce se přesunula do Miamisburgu v Ohiu a americké občanství obdržela až v roce 2010. Kvůli vyššímu věku a financím se však nedokázala dostat do dřívější formy a z plánu kvalifikovat se na olympijské hry v Londýně v roce 2012 nakonec sešlo.

## Výsledky
| Mistrovství světa       |    | — |    | — |   | 3. |   | 2. |  |  |  |  |  |
| Panamerické hry         |    |   |    | — |   |    |   | 1. |  |  |  |  |  |
| Panamerické mistrovství | 3. | — | —  | — | — | 1. | — | —  |  |  |  |  |  |
| MS juniorů              | —  |   | 1. |   |   |    |   |    |  |  |  |  |  |